# Марек Стржештік
Марек Стржештік (чеськ. Marek Střeštík, нар. 1 лютого 1987, Комарно) — чеський футболіст, що грав на позиції нападника.
Виступав, зокрема, за клуб «Дьєр», а також національну збірну Чехії.
Чемпіон Угорщини. Володар Суперкубка Угорщини.

## Клубна кар'єра
Народився 1 лютого 1987 року в місті Комарно. Вихованець футбольної школи клубу «Брно». Дорослу футбольну кар'єру розпочав 2005 року в основній команді того ж клубу, в якій провів чотири сезони, взявши участь у 76 матчах чемпіонату. 
Згодом з 2009 по 2011 рік грав у складі команд «Спарта» (Прага) та «Збройовка».
Своєю грою за останню команду привернув увагу представників тренерського штабу клубу «Дьєр», до складу якого приєднався 2011 року. Відіграв за клуб з Дьєра наступні чотири сезони своєї ігрової кар'єри.
Протягом 2015—2019 років захищав кольори клубів МТК (Будапешт), «Мезйокйовешд», «Кішварда» та «Дьїрмот».
Завершив ігрову кар'єру у команді «Простейов», за яку виступав протягом 2019—2020 років.

## Виступи за збірні
У 2006 році дебютував у складі юнацької збірної Чехії (U-19), загалом на юнацькому рівні взяв участь у 21 іграх, відзначившись 6 забитими голами.
Протягом 2007–2008 років залучався до складу молодіжної збірної Чехії. На молодіжному рівні зіграв у 9 офіційних матчах, забив 3 голи.
У 2008 році дебютував в офіційних матчах у складі національної збірної Чехії.
Загалом протягом кар'єри в національній команді, яка тривала 1 рік, провів у її формі 1 матч.

## Титули і досягнення
- Чемпіон Угорщини (1):

«Дьєр»: 2012-2013
- Володар Суперкубка Угорщини (1):

«Дьєр»: 2013